# 韩崇训
韓崇訓（955年—1010年），磁州武安人，宋朝政治人物。韩重赟之子。
太平兴国四年（979年），韩崇训从宋太宗平北汉，后来以贝州（今河北清河西）、冀州都巡检权知麟州（今陕西神木北）。雍熙四年（987年），夏州（今内蒙古乌审旗南）知州安守忠在王亭镇（夏州西北）被党项李继迁战败，李继迁追击至夏州城下，韩崇训领兵救援，李继迁战败退兵，韩崇训改为夏州监军，不久调离西北。
咸平元年（998年），任石州（今陕西横山北）知州，次年为鄜州（今富县）知州，多次击败李继迁。咸平四年（1001年）六月，辽军入侵河北，王显为都部署，韩崇训为行营钤辖。咸平六年（1003年），升为枢密都承旨。景德三年（1006年），检校太傅、签書枢密院事（枢密院副官），第二年八月，患眼疾，辞职。